# Krzysztof Teodor Czapski
Krzysztof Teodor Czapski herbu Leliwa – kasztelan gdański w latach 1721–1724, podkomorzy pomorski w latach 1710–1720, chorąży pomorski w latach 1702–1710.
Był konsyliarzem województwa pomorskiego w konfederacji sandomierskiej 1704 roku.